# Norheimsund
Norheimsund – miasto w zachodniej Norwegii, w okręgu Vestland, nad zatoką Hardangerfjord, ośrodek administracyjny gminy Kvam. Według danych z 2021 roku jest zamieszkiwane przez 4503 osoby.
W 2019 roku w granice Nordheimsundu włączono sąsiednią wieś Øystese.
W mieście wydawana jest lokalna gazeta Hordaland Folkeblad.

## Zabytki i atrakcje turystyczne
- kościół w Øystese, konsekrowany 15 maja 1868[3];
- wykuta w skale droga Tokagjelet;
- wodospad Steinsdalsfossen.